# Fukutsu
Fukutsu è una città giapponese della prefettura di Fukuoka.

## Monumenti e luoghi d'interesse
Nella città si trova il tempio shintoista di Miyajidake, uno dei più famosi del Giappone e meta di pellegrinaggi da tutto il Paese.